# SVETA心動女孩
SVETA心動女孩是在2024年組成的臺灣流行女子音樂組合，出道初期團名為水蜜桃女孩，於2024年12月改為心動女孩，2025年2月透過2025亞洲女團SVETA新成員徵選，喵西正式成為SVETA新成員，2025年6月透過年度女團練習生甄選活動，宜彤與沛綺成為心動女孩練習生，炸蝦正式加入成為第二代SVETA，目前由小狼、珮珮、喵西、艾勾、炸蝦五人組成。

## 成員資料
| SVETA心動女孩成員資料 | SVETA心動女孩成員資料 | SVETA心動女孩成員資料 | SVETA心動女孩成員資料 |
| 二代成員              | 二代成員              | 二代成員              | 二代成員              |
| --------------------- | --------------------- | --------------------- | --------------------- |
| 姓名                  | 出生日期              | 出生地                | 身高                  |
| Lucy小狼              | 2000年12月4日         | 臺灣台北市            | 160cm                 |
| Pei Pei珮珮           | 2003年5月7日          | 臺灣台北市            | 163cm                 |
| Michelle喵西          | 2003年4月18日         | 美国                  | 165cm                 |
| IGO艾勾               | 2004年8月6日          | 臺灣花蓮市            | 162cm                 |
| Daisy 炸蝦            | 2001年1月30日         | 臺灣台南縣            | 172cm                 |
| 二代練習生            |                       |                       |                       |
| Risa宜彤              | 2008年9月26日         | 臺灣台南市            | 166cm                 |
| Ariel沛綺             | 2008年2月14日         | 臺灣新北市            | 168cm                 |
| 初代成員              |                       |                       |                       |
| Eendje華華            | 2003年3月14日         | 臺灣新北市            | 158cm                 |

## 團體簡介[1]
2023年6月亞洲心動娛樂台灣及香港區舉辦「心動女孩亞洲甄選活動」，透過網路甄選活動，擅長舞蹈的小狼及擁有98％外向的華華表現優異正式成為亞洲心動娛樂練習生，年底並與師姐《Jara心動女孩》合作，創下受訓最短紀錄在活動圈出道。
2024年為正式出道為目標創下數十場春酒尾牙表演經驗，4月［台日友好福島復興］的概念，和日本《櫻花姊妹事務所》合作舉行赴日發展女團［水蜜桃女孩節目計劃］甄選，透過網路甄選第三個成員－珮珮正式簽約加入。同月接下《昱泉國際》所推出的電玩遊戲［請叫我公主大人］擔任遊戲活動大使。
5月以SVETA為正式團名和《黎明技術學院》合作演藝人員培育計劃，透過校園甄選活動選出第四位成員艾勾，於5月23日前進日本福島進行［水蜜桃女孩計劃］，9月出演FIF打歌舞台第二期［天空幻境FANTASY OF SKY］及SAKURA x 女力之夜，10月首度於校園演唱［台北海洋科技大學］，也首次登上綜藝節目［小明星大跟班］，11月底也發行首支日文單曲［鈴なりレボリューション］並正式出道。年底更首次登上澎湖跨年舞台 。
2025年2月，透過2025亞洲女團SVETA新成員徵選，喵西正式成為SVETA新成員。4月登上中華職棒進行開場表演，6月SVETA更與樂天桃猿選手林立一同拍攝利默隔熱紙廣告，同月，心動藝能舉辦2025年度女團練習生甄選活動，宜彤與沛綺成為心動女孩練習生，炸蝦加入正式成為第二代SVETA。

## 團體作品[2]
SVETA 全新日文單曲《鈴なりレボリューション》，《鈴なりレボリューション》的詞由日本知名製作人北川吟老師創作，北川老師也曾為日本天團＂嵐＂作曲，是日本音樂界頗負盛名的人物，而本次單曲也結合Drum & Bass 和Jersey Club 的突破性單曲，並融合了緊湊節奏與跳躍律動，帶給聽眾耳目一新的音樂體驗，充分展現Z 世代向上的無畏精神

## 活動經歷

### 企業活動演出
- 保進文教尾牙
- 精材科技尾牙
- 湯淺電池宜蘭廠尾牙
- 湯淺電池旺年盛宴
- 保進文教尾牙
- 汐止國泰綜合醫院旺年會
- 國泰產險桃竹區旺年會
- 宇辰系統科技年終派對
- ILLUME TAIPEI春酒活動
- 華泰旅遊x 野森動物學校
- 春酒暨高爾夫球會長盃聯歡晚宴
- 雲品館外餐飲聯合春酒
- 中華民國一一四年文藝節
- 中華民國建材工會全國聯合會
- 全球威粒六週年童話之夜

### 校園徵才
- 黎明技術學院人才培育計畫
- 日本福島水蜜桃女孩計畫[2][3]

### 校園演唱
- 淡水海洋科大校唱
- 高雄師範大學送愛進校園公益演唱會
- 惇敘共商畢業聯歡會

### 大型活動
- TOMO計畫演唱會
- 嗨挺K-POP趴
- 親善動物保護協會出席
- 榮耀寶座決戰新北電競比賽
- 請叫我公主大人遊戲代言
- FIF 打歌舞台第二期舞台主題《天空幻境FANTASY OF SKY》
- 中華民國紅心字會36週年慶「感恩敬師」公益記者會
- 台北國際秋季旅展[4]
- SAKURA x 女力之夜
- 臺北Sogo日本和風節一日店長觀光大使活動
- 台灣國際食品展
- 台日友好-桃源魅力連線
- 台中電競嘉年華
- 暖心聖誕 浪浪派對公益活動
- FIF打歌舞台-聖誕閃耀 shining 啦啦隊女神演唱會
- FIF打歌舞台-黎明曙光The dawn of light
- 澎湖跨年演唱會
- FIF打歌舞台-近未來Day After Tomorrow
- FIF打歌舞台-日光彩虹SUN & RAIN
- FIF打歌舞台-時空旅行TIME TRAVEL
- 浪愛心動起來公益音樂會
- 04/13 中華職棒中信VS 樂天賽前演出
- FIF打歌舞台-無限彼岸Infinite Horizon
- 2025心村聚 VillageS In BEITOU
- Hero4Who國際舞蹈大賽
- 2025台灣室內設計博覽會-利默隔熱紙
- FIF打歌舞台-星島漫遊Star Drifter
- 板橋環球購物中心會員嘉年華

### 綜藝節目
- 小明星大跟班錄影

## 福島大使[3]
SVETA 成團短短三個月，便以日本福島觀光交流大使與紅心字會心納家庭公益大使身分活躍，推廣台日友好與公益理念。每月也投入長達15 天的時間協助福島災區重建，並時常以演出形式傳遞正能量給予當地民眾。

### 參與活動
- 盛夏好吃福島祭典2024in二子玉川riseGALLERIA
- こおりやま台灣夜市祭
- 須賀川社長會面
- 與福島縣縣長會面採訪
- コスキンダンス 阿根廷Cosquín 大會
- バイブズミーテイング 哈雷大會
- 「あづま Teshi-got 市場」表演
- 「經濟同友会」表演
- 「いいたて秋祭り」表演
- 「JA 祭り」表演
- 福島機場台灣航班開航一週年紀念接待會